# Anders Kjellberg (boktryckare)
Anders Kjellberg var boktryckare. Anders Kjellberg kom från Uppsala till Skara och blev dess första boktryckare. Efter hans död 1715 drev änkan tryckeriet vidare.